# Feliks Nikolaevič Sumarokov-Ėl'ston
Feliks Nikolaevič Sumarokov-Ėl'ston (in russo Феликс Николаевич Сумароков-Эльстон?; San Pietroburgo, 24 gennaio 1820 – San Pietroburgo, 30 ottobre 1877) è stato un generale russo.
Fu Ataman dei Cosacchi del Kuban' e governatore dell'oblast' del Kuban'.

## Biografia

### I primi anni e la discussa paternità
Felix (nome comune in Russia per figli illegittimi) venne cresciuto a San Pietroburgo dove presumibilmente era anche nato, dalla principessa Elizaveta Michajlovna Kutuzova, famosa salottiera russa e figlia del principe Michail Kutuzov e già madre di Dorothea von Ficquelmont. Già all'epoca si disse che Feliks era in realtà figlio naturale della figlia primogenita della Chitrovo, la contessa Ekaterina von Tiesenhausen (dama di compagnia della sorella di re Federico Guglielmo IV di Prussia, Alessandra di Russia) e del principe Augusto di Prussia.
Secondo il cancelliere austriaco Klemens von Metternich i veri genitori di Felix furono invece il barone Carl Alexander von Hügel, poi plenipotenziario austriaco a Firenze, e della contessa Jozefa Andrássy de Csíkszentkirály et Krasznahorka, imparentata col sovversivo ungherese conte Gyula Andrássy, la quale era già sposa dal 1808 del conte Miklós Forgách de Ghymes et Gács. Recenti indagini sembrano suffragare quest'ultima ipotesi genealogica, ma non spiegano ad ogni modo i motivi per cui sia giunto in Russia né la scelta del cognome.

### La carriera

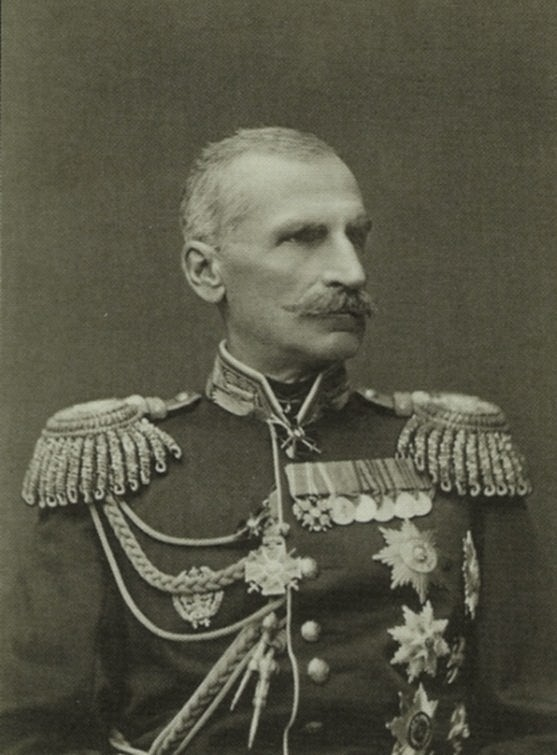
Il generale Sumarokov-Elston negli ultimi anni

Intrapresa la carriera militare sotto l'alto patronato della sua matrigna, Feliks si distinse nell'assedio di Sebastopoli e venne promosso colonnello nel 1855. Nel 1853 sposò l'unica erede del conte Sergej Pavlovič Sumarokov, ricevendone il titolo di conte e il cognome, autorizzato con decreto imperiale dell'8 settembre 1859. Dal 23 agosto 1863 sino al 3 febbraio 1869 fu Ataman dei Cosacchi del Kuban' e dal 1865 divenne governatore di Kuban'.
Nel 1868 lasciò il servizio militare attivo col grado di tenente generale a causa della sua salute e visse perlopiù all'estero. Fu rappresentante per conto del governo russo al matrimonio tra il principe Milan di Serbia e la nobildonna russa Natalija Cheșco, accompagnando poi re Oscar II di Svezia durante la sua visita in Russia- Nel 1875 venne nominato presidente del distretto militare di Char'kov, nell'attuale Ucraina.

## Matrimonio e figli

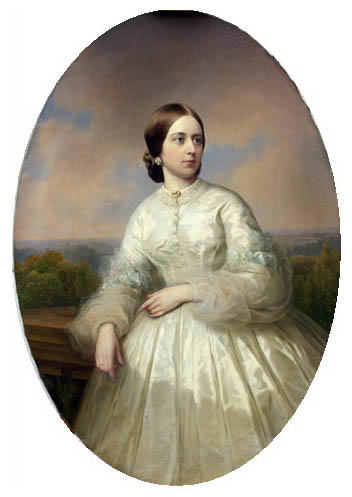
Elena Sergeievna Sumarokova

Dal suo matrimonio con la contessa Elena Sergeievna Sumarokova (1829 – 1901), celebrato nel 1852, nacquero sette figli:
- Sergej (1853-1881), tenente del reggimento di cavalleria, morto di tifo, fu sepolto vicino a Jalta.
- Pavel (1855-1938), sposò Nadežda Nilovna Oznobyšina
- Feliks (1856-1928), tenente generale, divenuto in seguito principe Jusupov, che fu padre del famoso principe Feliks Jusupov, il principale tra i cospiratori per la morte di Rasputin
- Elizaveta (1858-1940), sposò Pëtr Michajlovič Lazarev
- Gavriil (1859-1879)
- Nikolaj (1861-1908), sposò la contessa Sofija Michajlovna Koskul
- Aleksandra (1863-1936), sposò Jurij Nikolaevič Miljutin